# Neuer jüdischer Friedhof Wörrstadt

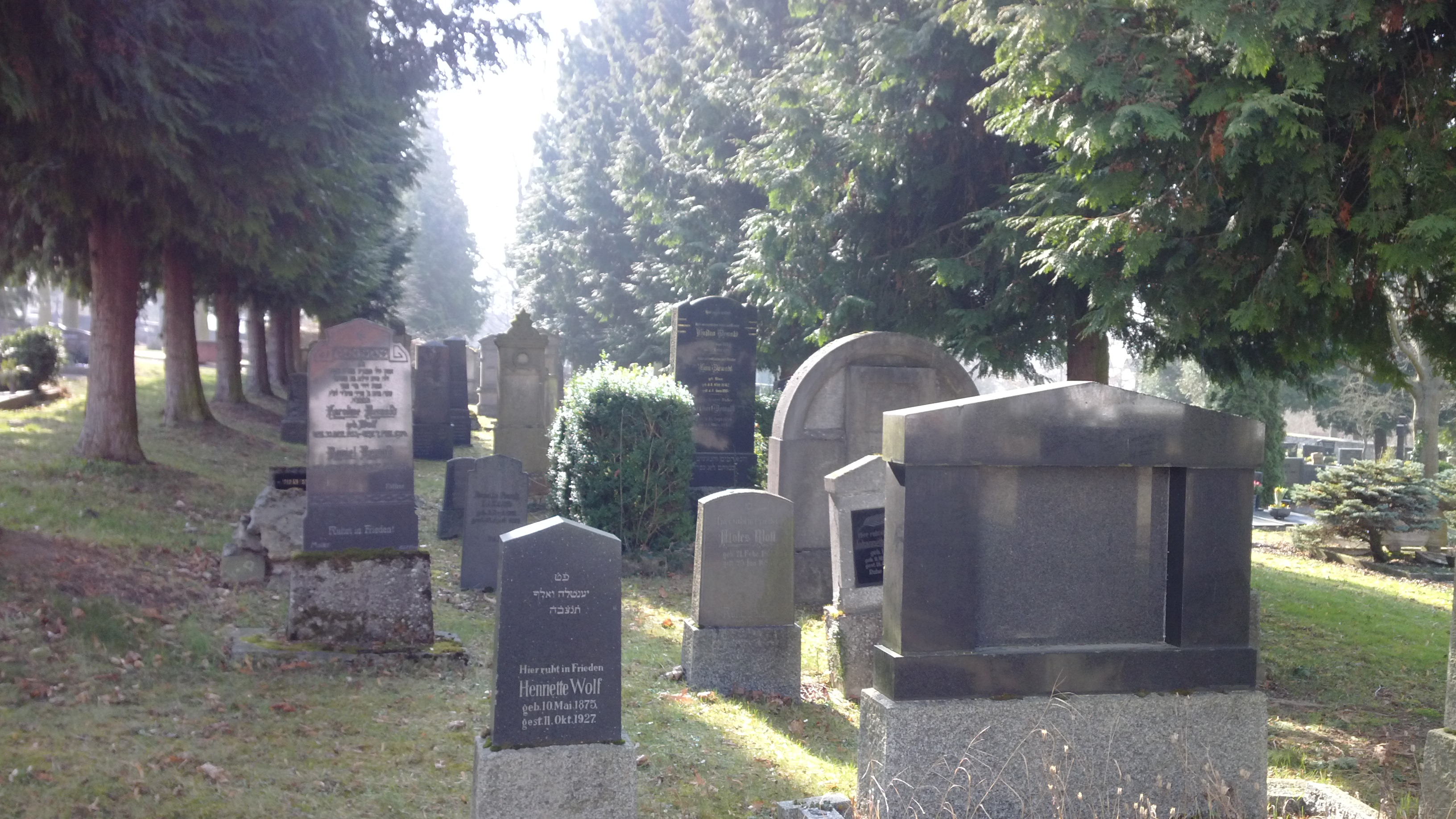
Neuer jüdischer Friedhof in Wörrstadt

Der Neue jüdische Friedhof in Wörrstadt, einer Stadt im Landkreis Alzey-Worms in Rheinland-Pfalz, wurde Mitte des 19. Jahrhunderts angelegt. Der jüdische Friedhof, der den Alten jüdischen Friedhof ersetzte, befindet sich am Gabsheimer Weg neben dem kommunalen Friedhof.
Heute sind noch circa 80 Grabsteine vorhanden. Der Friedhof wurde mit Gräbern bis 1937 belegt.